# Гуґо Противенський
Гуґо Противенський (Едлєр фон Лоткаберґ Гуґо Противенський) (1882, м. Відень, Австро-Угорщина — ?) — австрійський та український військовий діяч, отаман, командир 11-тої Стрийської бригади УГА.

## Життєпис
Народився 1882 року у Відні.
Під час Першої світової війни служив у 29-му полку польових гаубиць армії Австро-Угорщини. Потім викладав у Технічній військовій академії. 

### В Українській Галицькій Армії
В УГА з 11 листопада 1918 року. Служив референтом артилерії штабу 7-ї Львівської бригади. З 1 березня 1919 року носив звання отаман. 
У травні 1919 року командир 11-ї Стрийської бригади УГА.
У квітні 1920 командир пробоєвого куреня 3-ї бригади ЧУГА, одночасно обіймав посаду військового коменданта Вапнярки. Робив усі можливі заходи разом із Вільгельмом Лобковіцем, щоб зберегти цілісність армії та не дати її розосередити по різних напрямках.
Під час переходу основних сил на бік поляків залишився у складі Червоної армії. Подальша доля невідома.